# Magda Cărneci
Magda Cărneci, née le 28 décembre 1955 à Gârleni, dans le județ de Bacău en Roumanie, est une poétesse, essayiste et historienne de l'art roumaine.

## Biographie
Magda Cărneci est la fille du poète Râdu Cărneci (ro).